# Моштейруш (остров)
Моштейруш (порт. Ilhéus dos Mosteiros) — остров в составе Азорских островов. Расположен в 0,5 морских милях (около 750 метров) от района Моштейруш на острове Сан-Мигел. Состоит из четырёх скал. Максимальная высота острова — 72 метра. Является туристическим центром.
Моштейруш подвергается эрозии из остатков вулканического купола.

## Галерея
|                                                               |  |  |
| Слева направо: 1 — общий вид острова; 2, 3 — вид с Сан-Мигеля |  |  |